# Minyichthys brachyrhinus
Minyichthys brachyrhinus és una espècie de peix de la família dels singnàtids i de l'ordre dels singnatiformes.

## Morfologia
- Els mascles poden assolir 4,6 cm de longitud total.[4][5]

## Reproducció
És ovovivípar i el mascle transporta els ous en una bossa ventral, la qual es troba a sota de la cua.

## Hàbitat
És un peix marí de clima tropical que viu entre 72-137 m de fondària.

## Distribució geogràfica
Es troba a Sumatra (Indonèsia), les Filipines, Fiji i les Illes Hawaii.